# Scaligeria multijuga
Scaligeria multijuga är en flockblommig växtart som beskrevs av Joseph Édouard Bommer. Scaligeria multijuga ingår i släktet Scaligeria och familjen flockblommiga växter. Inga underarter finns listade i Catalogue of Life.